# 管晓宏
管晓宏（1955年11月3日—），男，四川泸州人，中国网络化系统专家，中国科学院院士，专长为能源电力系统优化与安全理论与应用。

## 生平
1955年出生于四川泸州，毕业于清华大学，后留学美国康乃狄克大學。现任西安交通大学电子信息与工程学院院长。

## 奖项和荣誉
管晓宏1997年获得国家杰出青年基金资助。2000年评选为教育部长江学者特聘教授。2017年当选为中国科学院信息技术科学部院士。